# Literatura gauchesca

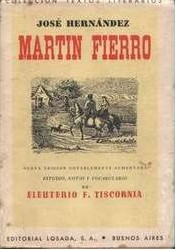
Portada del Martín Fierro, obra más conocida de la literatura gauchesca.

La literatura gauchesca es un subgénero propio de la literatura latinoamericana que intenta recrear el lenguaje del gaucho y contar su manera de vivir. Se caracteriza principalmente por tener al gaucho como personaje esencial, y transcurrir las acciones en espacios abiertos y no urbanizados (como la pampa argentina).
El género gauchesco se considera inédito en la región americana (en el entendido de América del Norte y América del Sur), ya que presenta los rasgos de un modo de vivir, sentir y pensar de un estrato de la sociedad que se ubica geográficamente en la zona rioplatense, que forma parte de Argentina y Uruguay. También se incluyen otros extensos territorios, como los de las provincias de Salta, Córdoba, Santa Fe, Buenos Aires, Entre Ríos, Tucumán, Río Grande del Sur (en Brasil) y la Banda Oriental (actual Uruguay). 
Esta literatura presenta descripciones de la vida campesina y sus costumbres, así como de los personajes sociales de ese entonces: criollos, indios, mestizos, negros y gringos, entre otros. Suele haber una exaltación de lo folclórico y cultural, y se emplea como protesta y para realizar una crítica social. En la forma y el lenguaje, se distingue por el empleo abundante de metáforas, neologismos, arcaísmos y términos aborígenes. Suele haber poco uso de sinónimos, y predomina el monólogo sobre el diálogo.
Aunque hay casos aislados de literatura gauchesca desde el siglo XVIII, es en el siglo XIX cuando se establece firmemente como un género. 
Los ejemplos del siglo XIX son fundamentalmente poéticos: los versos políticos de Bartolomé Hidalgo, la poesía en el exilio de Hilario Ascasubi, el Santos Vega de Rafael Obligado, y la obra del "Viejo Pancho", José Alonso Trelles, Estanislao del Campo y Antonio Lussich.
El poema gauchesco más famoso es El gaucho Martín Fierro, de José Hernández. La primera parte del poema apareció en 1872 y la segunda, La vuelta de Martín Fierro, en 1879. En el personaje de Martín Fierro, Hernández presentó un gaucho que representaba a todos los gauchos, describiendo su forma de vida, su manera de expresarse y su forma de pensar y actuar según las circunstancias.

## Historia
Cronológicamente su surgimiento y despertar se puede ubicar en el período previo al de la Independencia, con tres etapas bien marcadas y definidas una de la otra, adquiriendo así sus características propias:
1. En 1818, el poeta oriental Bartolomé Hidalgo publicó, en Buenos Aires, Cielito Patriótico, en el que le otorga al gaucho una voz enunciativa para contar la acción de la Batalla de Maipú, en la que triunfa el ejército de San Martín sobre las tropas realistas. Ese procedimiento que sistematiza Hidalgo con otros “cielitos” y con sus “diálogos gauchescos” es retomado por otros escritores, algunos anónimos y otros como Luis Pérez, Juan Gualberto Godoy e Hilario Ascasubi, quienes toman la voz del gaucho para cantar sobre las luchas por la Independencia y las vicisitudes de la guerra civil y la política. En sus composiciones, se mezclan la violencia, el humor y los géneros discursivos del periodismo de combate y de guerra, el léxico y el fraseo. Como por ejemplo, el célebre poema de Ascasubi “La refalosa”, aparecido por primera vez en el periódico Jacinto Cielo (Montevideo, 1843), en el que se le da voz al enemigo político (en este caso, un gaucho “mazorquero” del ejército del general Manuel Oribe que, por entonces, sitiaba la ciudad de Montevideo), para que, al describir una forma de tortura y ejecución llamada popularmente “la refalosa”, el placer del torturador le dé una vuelta de tuerca más al terror de la política. Cabe destacar que en 1845 Domingo Faustino Sarmiento, en su obra Facundo, coloca al gaucho en la esfera de la "barbarie" y establece así una tipología gaucha.
2. En 1866, Estanislao del Campo, con su obra Fausto, retrata una imagen jocosa del gaucho: narra, en versos gauchescos, el diálogo de dos paisanos sobre la visita de uno de ellos al Teatro Colón (en la ciudad de Buenos Aires), en el que se ofrece la ópera Fausto, de Charles Gounod. Aquí el desacomodo del personaje para comprender lo que contempla, debido a un espacio ajeno a su universo rural, es lo que constituye la principal fuente de comicidad. Sin embargo, el humor también apunta contra ciertos rituales y convenciones de los sectores urbanos acomodados.
3. Finalmente, en la tercera etapa, hacia fines de 1872, José Hernández publica un folleto en el que se narra la vida de El gaucho Martín Fierro, pero la novedad es que se le da voz al gaucho para que cuente su historia de vida, en una especie de autobiografía ficcional, en la que cuenta lo extraordinario de su pena, causada por un sistema político que cuestiona y que irrumpe en su vida para cambiarla para siempre. Luego, en 1879, el autor retoma la vida del gaucho Martín Fierro y agrega otras historias de gauchos, payadores y consejos de padres a hijos en su libro La vuelta de Martín Fierro. Sin embargo, Lucio V. Mansilla, con su historia "Miguelito" de su libro Una excursión a los indios ranqueles (1870), anticipa la de Martín Fierro.

Es decir, se ve una evolución del género desde la opinión a la literatura elegíaca, transformando también el género literario propiamente dicho, ya que en las primeras etapas prolifera la poesía, un realismo poético lingüístico y vivencial que da paso al idealismo en prosa.
Es la literatura gauchesca el material formativo de los sectores que no tienen acceso al libro, a la imprenta ni a la educación, y que luego de migrar a la ciudad se asientan en los suburbios, dicho esto es que se apuntaba a un número muy abundante de personas.
Sus orígenes pueden ser hallados en tres factores variados: la economía liberal que transforma los modos de producción y la economía de la región, el paulatino asentamiento urbano y la expansión de la educación en ambas márgenes del Río de la Plata, con José Pedro Varela y Domingo Faustino Sarmiento como propulsores del cambio.
Lauro Ayestarán considera el género como una alquimia literaria, ya que es una búsqueda desde el siglo XVIII por transmitir el pensar y el sentir de un sector en particular de la sociedad pero más aún las ansias de retratar la figura emblemática del gaucho para las postrimerías. Al principio el gaucho no fue un hecho foloclórico, era un "tipo aislado del ámbito cultural rioplatense" y es este género que lo recrea literariamente. 
Bartolomé Hidalgo es considerado el "primer poeta gaucho", ya que sus Diálogos patrióticos (1822) inician la literatura gauchesca; Estanislao del Campo, en El Fausto Criollo (1866), e Hilario Ascasubi]], en su obra referida a Santos Vega (1870), le siguen.
Antonio Lussich, considerado por Jorge Luis Borges un antecesor del autor del Martín Fierro, y su coetáneo y conocido José Hernández, uno en Los tres gauchos orientales, el otro en el Martín Fierro (editados ambos en 1872), presentan un gaucho idealizado, de espíritu noble, respetado por los campesinos por su fuerza física y moral. Asimismo desde los años 1830 se destacan las más grandiosas obras del siglo XIX de Juan Baltasar Maciel; mientras que en una especie de limbo literario en cuanto a los gauchos se encuentra la principal obra del sanjuanino Sarmiento; prácticamente el hijo de un gaucho, en su Facundo (1845) tiene una relación de amor y odio hacia lo gaucho: caracteriza al gaucho en lo bueno: rastreador y baqueano, que vive en un estado de armonía con la naturaleza; y malo: «...hombre divorciado con la sociedad, proscrito por las leyes;... salvaje de color blanco» que incluye al cantor, que anda «de tapera en galpón» cantando hazañas propias y ajenas.
En 1857 obtuvo cierta fama Santiago Ramos con su obra El gaucho de Buenos Aires.
Eduardo Gutiérrez alcanzó especial popularidad con casi una docena de novelas sobre el gaucho, frecuentemente centradas en el gaucho malo, y por lo tanto sus novelas están llenas de peleas sangrientas, violaciones y otros episodios dramáticos. Su novela  más famosa es Juan Moreira (1879), basada en la historia de un gaucho que osciló entre la vida delictiva y la violencia política. Otro gran autor gauchesco es el oriental Elías Regules, quien fuera muy leído entre los paisanos de las dos orillas a fines del siglo XIX tal cual lo señala Jorge Luis Borges en su cuento «Historia de un niño que vio un duelo». Otro de los más destacados autores literarios que llega a tomar temáticas gauchas es el entrerriano Martiniano Leguizamón.
En 1895 los autores gauchescos rioplatenses fundaron la publicación El Fogón, dedicada a la literatura gauchesca.
La popularidad de los cuentos y novelas gauchescas a principios del siglo XX creció de forma considerable al crearse numerosas sociedades cerca de Buenos Aires (y también en Uruguay) cuyos socios eran sobre todo emigrantes que se vestían como gauchos, e imitaban sus costumbres. Al tiempo, se fundaron periódicos que trataban temas gauchos.
A algunos les pareciera que aquella distinción entre el gaucho «bueno» y el «malo», dentro del mito asimismo, es muy relevante porque permite entender lo paradójico de este mito. Sarmiento hace hincapié en la existencia nómada del gaucho, en su comportamiento rústico, en su capacidad de sobrevivir en la pampa, cuya misteriosa belleza y peligro oculto le fascinan, pero sobre todo identifica al habitante de la llanura como un ser incivilizado, opuesto al avance del progreso en comparación con los refinados ciudadanos «que visten traje europeo, viven la vida civilizada... [donde] están las leyes, las ideas de progreso, los medios de instrucción... etc». 
La imagen del «gaucho malo» se encuentra también en Juan Moreira (1880), la novela de Eduardo Gutiérrez. Este texto relata la vida de un personaje existente y típico del paisaje tradicional pampeano: Juan Moreira. Cuenta los juegos valientes de este «Robin Hood» argentino, cuya nobleza contrasta con un rastro de crímenes horrendos y muertes insidiosas. Sin embargo, aquella violencia tiene una razón que le disculpa. En la obra de Gutiérrez, el gaucho, víctima de la sociedad, vuelto malo por la injusticia a la cual se ve sometido, se rebela contra la ley. Su astucia y su temeridad son la base del mito criollo (iniciado por el Martín Fierro). Su inferioridad social y su mala reputación le obligan a aislarse, volviéndose un ser violento y antisocial. Este gaucho es llamado según la expresión popular «gaucho matrero». 
A fines de siglo XIX el francés Gaston Maspero publicó su estudio llamado Sur quelques singularités phonétiques de l’espagnol parlé dans la campagne de Buenos-Ayres et de Montevideo («Sobre algunas singularidades del español hablado en la campaña de Buenos Aires y Montevideo»). Tal ensayo merece una mención especial al referirse a las características fonológicas del habla de los habitantes de la campaña en los transpaíses de los puertos de Buenos Aires y Montevideo. También en esa época y hasta la primera mitad del siglo XX son recordables las obras del entrerriano Eleuterio F. Tiscornia. 

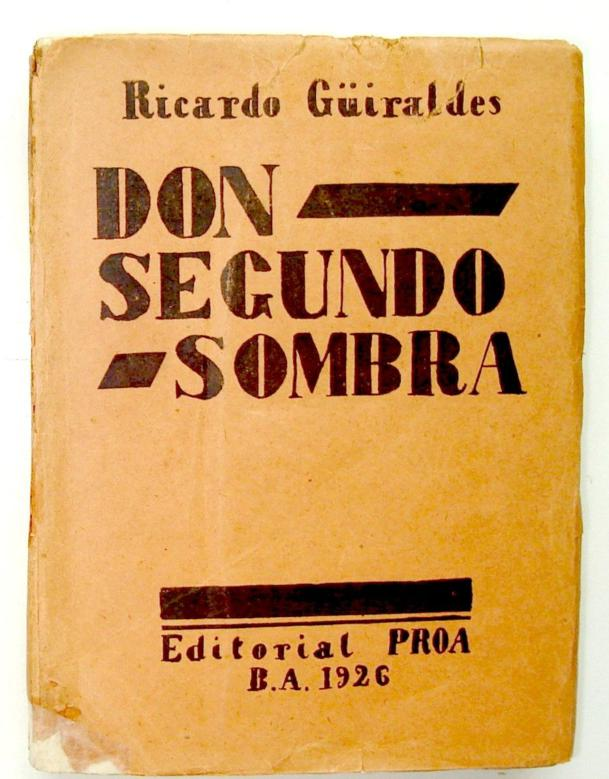
Primera edición de Don Segundo Sombra (1926).

Ricardo Güiraldes, en Don Segundo Sombra (1926), vuelve a transformar el campo en poesía. En palabras de Lugones: «Paisaje y hombre ilumínanse en él a grandes pinceladas de esperanza y fuerza. Qué generosidad de tierra la que engendra esa vida, qué seguridad de triunfo en la gran marcha hacia la felicidad y a belleza». Al idealizar al gaucho con líricos toques de virtud y heroísmo en una relación de completa armonía con la naturaleza, nutre el concepto que ha creado el estereotipo del gaucho tan evocado en el folclore argentino.
Si se quisiera contar la historia del gaucho malo, habría que comenzar con el Santos Vega, donde el gaucho es malvado y culpable, y continuar en el Martín Fierro, donde es forzado por la autoridad injusta a matar y pelear a ”la partida”, pero se incorpora finalmente al "Sistema". En cambio, en Juan Moreira el gaucho matrero se convierte en un superhéroe peleador quién, herido mortalmente por la policía, muere finalmente en su ley. Todavía ahí no termina la línea del mito del héroe rebelde: se encuentra, hasta el segundo tercio del siglo XX, al bandido-héroe Mate Cosido que, perseguido en el Chaco por la policía, es querido y protegido por los pobladores porque no roba a los pobres sino a las grandes empresas explotadoras y se convierte, así, en una forma de vengador del oprimido. Hay que considerar, sin embargo, que tanto Juan Moreira como Mate Cosido fueron personas reales y no meros personajes literarios, como sí es el caso de Martín Fierro. En cuanto a Santos Vega, el personaje literario parece estar basado en alguien que realmente existió pero de quien prácticamente nada se sabe.
A lo largo del siglo XX declina la literatura gauchesca, si bien pervive sobre todo en las payadas y en las letras de las canciones folclóricas como las poesías del salteño Manuel J. Castilla y de su comprovinciano Gustavo "Cuchi" Leguizamón, o las del bonaerense con orígenes norteños Héctor Roberto Chavero, mucho más conocido por su pseudónimo de Atahualpa Yupanqui, quien con su esposa francesa Paula Nenette Pepín en el norte de la provincia argentina de Córdoba compuso gran cantidad de poesías gauchescas durante la segunda mitad del siglo XX. Aun así se produce un curioso fenómeno: la aparición del gaucho en la historieta. Son los casos de Lindor Covas -de Walter Ciocca-, Santos Leiva -de Ricardo Villagrán y Raúl Roux-, El Huinca, Fabián Leyes -obras de Enrique José Rapela-, y las obras de Carlos "Chingolo" Casalla como El cabo Savino, con guiones del propio dibujante y de Julio Álvarez Cao, Chacho Varela y Jorge Morhain, etcétera, que presentan al gaucho decimonónico en sus aspectos más virtuosos. Estos gauchos de historieta, idealizados en exceso, ya tenían su contrapartida en la narrativa visual de las viñetas realizadas a fines de siglo XIX e inicios del siglo XX por José María Cao Luaces y las pinturas hechas por Florencio Molina Campos, en donde con gracia es presentado un gauchaje más humano. En los años 1970 la tradición visual que representa graciosamente, si bien con respeto, al gauchaje es proseguida por otros gauchos de historieta: El gaucho Carayá y, especialmente, Inodoro Pereyra (El Renegau), un excelente homenaje en clave humorística realizado por Roberto Fontanarrosa. En marzo del año 2000 se editó el Martín Fierro con ilustraciones del ya citado Carlos "Chingolo" Casalla. En 2014 aparece una edición del Martín Fierro ilustrada por Carlos Montefusco.
Narradores gauchescos importantes han sido Benito Lynch (realista), autor de El inglés de los güesos (1924) y de El romance de un gaucho (1936); Leopoldo Lugones, que publicó su obra La guerra gaucha en 1905; y, sobre todo, Ricardo Güiraldes, autor de Don Segundo Sombra (1926), la considerada obra maestra de la literatura gauchesca, cuyo interés por el gaucho es patente desde sus primeros trabajos literarios. En Don Segundo Sombra, Güiraldes presenta un personaje literario que es el retrato ideal y casi mítico del gaucho, con su concepto plenamente asentado de la libertad y del individualismo absoluto.
En cuanto al teatro gauchesco —del siglo XIX e inicios del siglo XX— en el mismo se destacaron los Hermanos Podestá. Por lo general se aprovechaban de los elementos sensacionalistas de la vida gaucha y el elemento folclórico y no era una verdadera representación de su vida y sus problemas. Florencio Sánchez es uno de sus representantes más calificados. En uno de sus dramas, M'hijo el dotor (1903), hay una confrontación entre padre e hijo, con la particularidad de que el padre es un viejo gaucho y el hijo ha sido educado en la ciudad. Es una representación de la lucha entre la época antigua y la moderna. M'ijo el dotor, aunque es una obra influida por la literatura gauchesca, está fuera del ámbito propiamente gauchesco ya que narra la tragedia de un pobre inmigrante italiano que ha enviado a su hijo primogénito a estudiar en la universidad y el hijo, tras tratar con los "niños bien" o "paquetes" ("patriciado" acaudalado), se avergüenza de su humilde familia de origen.
La literatura gauchesca como tal se inicia definidamente en el siglo XIX con autores como Hilario Ascasubi, Bartolomé Hidalgo, Estanislao del Campo y el descollante José Hernández. Para escribir sus obras literarias, estos autores frecuentemente recurrieron (tal cual lo ha hecho notar el docto tucumano Ricardo Rojas) a una métrica típicamente gaucha, la de los versos en octosílabos. Esa es la métrica del payador, que resulta perfecta para transmitir las más profundas emociones improvisando. Esa es la métrica del Martín Fierro, calificado como «La Biblia Gaucha» por el cordobés Leopoldo Lugones, mientras que el porteño con madre oriental Jorge Luis Borges consideró que el Martín Fierro es el libro más perdurable de los argentinos. Por su parte, el filósofo y antropólogo Rodolfo Kusch analiza a la típica obra literaria gauchesca, como es el caso del Martín Fierro, y nota que es una apelación numénica a la naturaleza y a la memoria para persistir dignamente en el tiempo y en la historia.
En cuanto al porteño citadino de la segunda mitad del siglo XIX, Estanislao del Campo, quien haciéndose el "gauchesco" llegó a usar como seudónimo el de "Anastasio el Pollo", su obra más importante, aunque no carece de méritos, es una vista porteña burguesa con pretensiones de "sátira" en la que se intenta ridiculizar a los gauchos; tal obra se titula Fausto, Impresiones del gaucho Anastasio el Pollo en la representación de la Ópera (más comúnmente se la conoce como "El Fausto de Estanislao del Campo").
La literatura gauchesca tiene una característica de homogeneidad, es compacta, una trama unida, que si bien varía en el tiempo, es muy difícil de distinguir sus autores, ya que el estilo es de unidad inquebrantable, una superestructura.
Se destaca el vínculo que une al gaucho con la naturaleza en una especie de "paralelismo psicocósmico", denotando la influencia de la naturaleza en el personaje de este género.